# Агент 117: Каиро, гнездо шпијуна
Агент 117: Каиро – гнездо шпијуна (фр. OSS 117: Le Caire, nid d'espions) је француска пустоловна комедија из 2006, заснована на роману писца Жана Бруса. Улогу агента 117 играо је комичар Жан Дижарден.
Радња филма смештена је у 1955. годину, а прати подвиге француског тајног агента док га шаљу у Каиро да истражи нестанак свог најбољег пријатеља и колеге шпијуна Џека Џеферсона, само да би налетео на мрежу међународних интрига.
Филм је заснован на измишљеном лику аутора Жана Бруса, Ибера Бонисера де Ла Бата/ОСС 117, америчког војног официра француског порекла, раније запосленог у Канцеларији за стратешке службе, а затим у ЦИА-и, који ради као тајни агент у Француској. ОСС 117 поново замишља лик, као француског шпијуна који ради за француску обавештајну агенцију Service de Documentation Extérieure et de Contre-Espionnage (Служба за спољну документацију и контрашпијунажу).
Наставак, ОСС 117: Изгубљени у Рију, такође у режији Хазанавицијуса и са Дижарденом у главној улози, објављен је 2009.
Трећи део серије, са Дижарденом у главној улози, ОСС 117: Из Африке с љубављу објављен је 2021. године, али га је режирао Николас Бедос.

## Радња
Радња се одвија у Египту 1955. године. У граду Каиру окупили су се вешти шпијуни свих раса: Британци, Немци, Италијани, Руси. Међу њима су породица свргнутог краља Фарука, који сања да поврати престо, и Кеопсови орлови, верска секта која стреми власти. Да заведе ред у Каиру, француска влада шаље свог најбољег службеника - агента 117. Ибер Бонисер де ла Бат (Агент 117) воли да се шали, пије и има секс са лепим дамама. Тако, упознајући се са неким људима, Ибер улази у замах ствари. Његови партнери у мисији су египатска шпијунка Лармина Ел Акмар Бетуч и енглески шпијун „инкогнито“. Поред своје мисије, Ибер тражи свог старог пријатеља Џека Џеферсона, са којим се забављао на одмору и обављао операције. Међутим, сам Џек задржава потпуно другачија сећања на Ибера и заправо жели да га убије. Током мисије, Ибер сазнаје да га лови и бивши нацистички Фирер Молер. Чињеница је да је 1945. године (пре тачно 10 година) Ибер помогао француским пилотима да истребе фашистички тим. А Фирер жели да се освети Иберу за уништење нацистичке Немачке и створи Четврти Рајх. Ибера чека много авантура, опасних и смешних ситуација. Ово није проблем за тако глупог, али гламурозног шпијуна.